# TransparentBusiness
TransparentBusiness — Інтернет-бізнес заснований холдингом KMGi, що дозволяє слідкувати за комп'ютерами найманих працівників.

## Сутність проекту
Комп'ютерна програма встановлюється на комп'ютер користувача та слідкує за кількістю часу витраченого на певні завдання та активність комп'ютера під час їх виконання. Програма також отримує знімки екрана особистого комп'ютера та завантажує їх на сервер. Ця інформація може переглядатися роботодавцем з будь-якого місця, де є доступ до Інтернету. Компанії також можуть дозволяти своїм працівникам слідкувати у той же спосіб за власною роботою.
У 2013 році співзасновник компанії Олександр Конанихін дав інтерв'ю щодо TransparentBusiness Першому телеканалу Німеччини (Das Erste), де зауважив: «Кожні три хвилини зберігається знімок екрана. Усі дані щодо комп'ютера, кожна зупинка, кожна емоція у мережі обробляється для менеджерів із продуктивності» — тим самим дозволяючи роботодавцям слідкувати, щоб працівники витрачали свій час на роботу, а не на особисті потреби.

## Історія
Проект розпочав діяльність із 2500 клієнтами-користувачами. Використання послуги є безкоштовним для державних агенцій та для перших п'яти клієнтів у приватних підприємствах.
За інформацією журналу Forbes, компанія розпочинає тур із інституційного інвестування. У 2012 році TransparentBusiness отримав спеціальну відзнаку «Rising Star» (Зірка, що сходить) від видання PC World Latin America у номінації «Найкраще рішення на хмарній технології для підприємств».